# Guerra de los crow
La guerra de los crow,  también conocida como la rebelión de los crow, o el levantamiento de los crow, fue el único conflicto armado entre los Estados Unidos y la tribu crow de Montana, y la última guerra India librada en el estado.. En septiembre de 1887, el joven curandero Wraps-Up-His-Tail, o Sword Bearer, dirigió a un pequeño grupo de guerreros en una incursión contra un grupo de pies negros que había capturado caballos de la reserva Crow. Después de la redada, Sword Bearer llevó a su grupo de regreso a Crow Agency para informar al agente indio de su victoria, pero surgió un incidente que terminó con el joven líder llevando a sus seguidores a las montañas. En respuesta, el Ejército de los Estados Unidos lanzó una exitosa campaña para traer a los crow de regreso a la reserva.

## Guerra

### Incidente crow
En 1887, los pies negros y los crow estaban en medio de un conflicto menor en el que ambos bandos se atacaron mutuamente. A fines de la primavera, un grupo de guerreros pies negros allanó la reserva crow y se marvhó con varios caballos. Contra la decisión de los jefes tribales, Sword Bearer decidió liderar un contraataque en septiembre. Su grupo estaba formado principalmente por adolescentes que estaban ansiosos por demostrar su valía ante sus mayores.
Según la leyenda, Sword Bearer recibió su nombre después de tener una visión en una reserva cheyenne, aunque otras fuentes dicen que su visión ocurrió después de que el ejército ya lo estaba cazando. La visión le dijo a Sword Bearer que si llevaba una espada en la batalla, estaría protegido de cualquier daño. Durante la redada, varios pies negros fueron asesinados y los crow recuperaron sus caballos sin pérdidas.
El 30 de septiembre Sword Bearer le mostró según la tradición los caballos recvuperados al agente indio, Henry E. Williamson, conocido por no gustarle a la población nativa. En lo que se llamó el Incidente de los crow, Sword Bearer y sus hombres rodearon la casa de Williamson y dispararon al aire para celebrar, lo que el ignorante agente tomó por un desafío. Sword Bearer luego disparó algunas rondas al suelo junto al agente, por lo que corrió hacia adentro para telegrafiar al ejército en Fort Custer y decirles que su casa estaba bajo ataque.
En ese momento, los periódicos locales dijeron que la casa de Williamson también fue disparada, aunque no se sabe si esto fue cierto o no, la Billings Gazette, con fecha del 3 de octubre, dijo que "las casas y la oficina del agente fueron acribilladas a balazos ", pero nadie fue herido. Unos días después, cuando Sword Bearer se enteró de que el Ejército de los Estados Unidos lo estaba buscando, él y una veintena de hombres abandonaron la reserva para dirigirse a Fort Custer, a 21 km de distancia, para mostrarles a los soldados la espada mágica.
Cuando los soldados notaron que los guerreros se acercaban, a unos 150 metros de distancia, asumieron que estaban bajo ataque y cargaron una batería de cañones. Sin embargo, había estado lloviendo anteriormente, por lo que cuando los soldados intentaron abrir fuego, el cañón no funcionaría, lo que llevó a Sword Bearer y sus hombres que su espada realmente lers brindaba protección. Los crow se retiraron a las montañas Bighorn, hacia el río Little Bighorn, donde se creía que Sword Bearer reclutaría más hombres, particularmente de la cercana reserva Cheyenne. 
Para entonces, los jefes de los crow inferiores se habían preocupado bastante por la situación, por lo que informaron al jefe superior, Plenty Coups, quien ordenó a la policía de los crow que comenzaran a buscar a Sword Bearer y sus seguidores para que los colonos estadounidenses no entraran en pánico. Sin embargo, era demasiado tarde, ya que cientos de colonos ya habían comenzado a huir en tren de las áreas alrededor de la reserva crow. 

### Batalla de Crow Agency

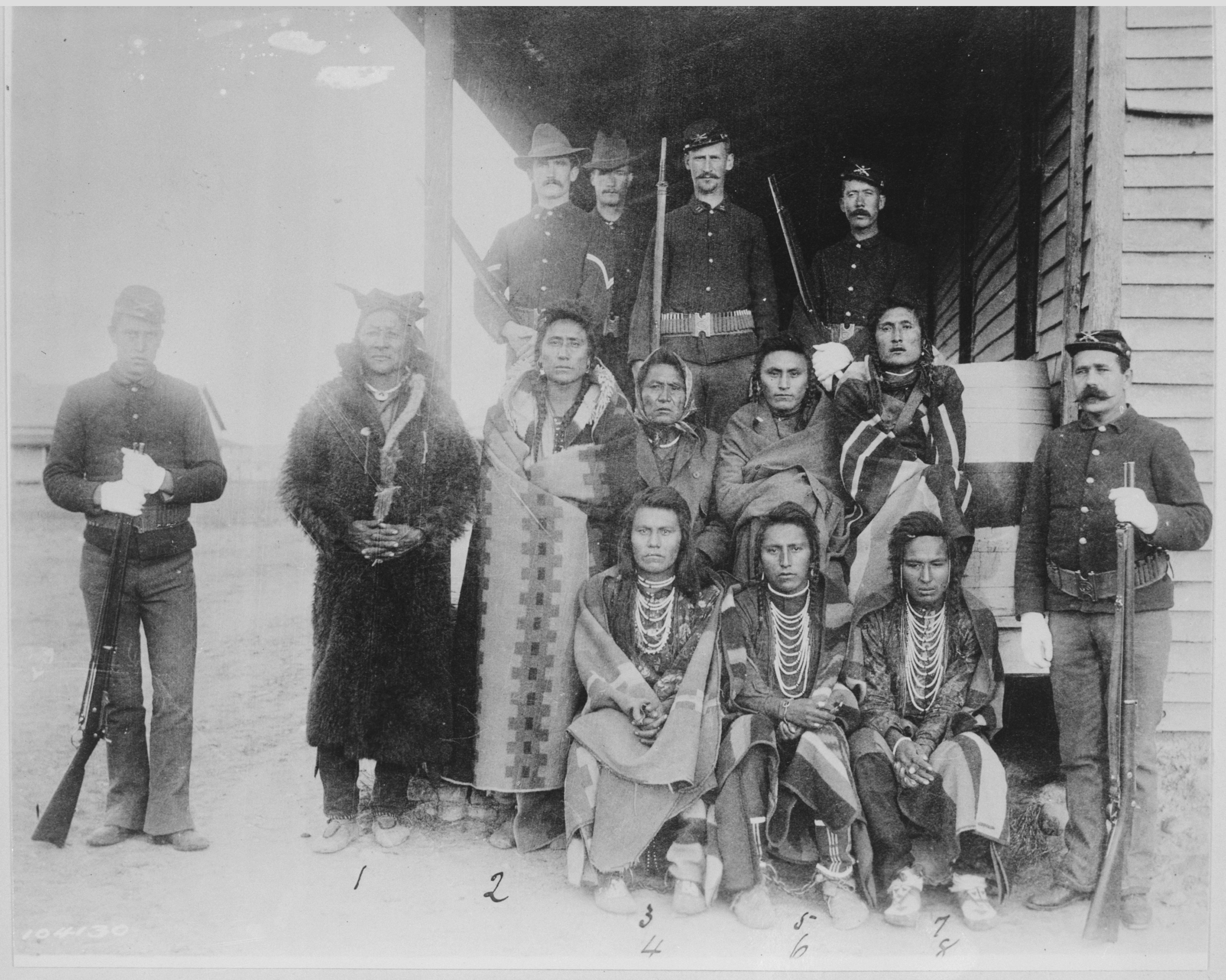
"Jefe Plenty Coups y siete presos crow bajo vigilancia en Crow Agency, 1887 "

Mientras tanto, el Ejército de los Estados Unidos también estaba tomando medidas, el general de brigada Thomas H. Ruger fue puesto al mando de los soldados en Fort Custer y Fort McKinney, Wyoming y recibió instrucciones de lanzar una expedición al Big Horn y ocupar la reserva cheyenne, con el fin de para evitar que cualquiera de los nativos se uniera al hostil los crow. La expedición de Fort Custer estuvo bajo el mando de Ruger y del coronel Nathan Dudley, incluyó cinco tropas de la 1.ª Caballería y una compañía de la 3.ª Infantería. También había una tropa del 7º de Caballería. 
La expedición se dirigió a las montañas el 4 de noviembre, llevando consigo dos cañones Hotchkiss. Al día siguiente se encontraron con Sword Bearer y sus seguidores, acampados cerca del río aproximadamente a tres millas al norte de donde el general George A. Custer fue derrotado en la gran batalla de Little Bighorn en 1876. Algunos de los seguidores de Sword Bearer eran veteranos de la batalla de Custer, así como parte de la policía crow. Según un veterano estadounidense, el soldado George Morris de Derby, Inglaterra, había alrededor de 3000 nativos en el campamento contra solo unos pocos cientos de soldados. A las 10:30 a. m., Ruger le dio a los crow una hora y media para que se rindiera, lo que pudieron hacer dirigiéndose a un área designada para ser desarmados. 
Morris dijo lo siguiente; "Los indios que querían ser nuestros amigos debían trasladar su campamento al vecindario de cierto abedul alto. El resto sería considerado hostil y destruido. ... Era una mañana tensa mientras observábamos la lenta deriva de los indios hacia ese abedul. Los que fueron allí fueron desarmados y apostados un guardia". Cuando expiró el plazo, había aún 600 nativos en el campamento. Ruger dio la orden de que sus hombres se formaran, el batallón de la 1ª caballería se colocó con el coronel Dudley en el flanco izquierdo del campamento mientras que la tropa de la 7ª caballería se colocó a la derecha.
Al mismo tiempo apareció Sword Bearer, conduciendo de 120 a 150 guerreros en una carga montada contra los soldados. El ataque fue rechazado y los crow se retiraron a la zona boscosa a lo largo del río, donde de antemano habían establecido una serie de trinchera. La caballería estadounidense luego contraatacó, dijo Morris; " La caballería cargó y recibió una descarga desde el campamento indio. A 200 metros saltamos de nuestros caballos y nos aplastamos detrás de matas de artemisa. Intercambiamos disparos durante un tiempo, hasta que dos cañones de campaña Hotchkiss en la colina comenzaron a arrojar dos pulgadas en el campamento indio. Eso los rompió. " Durante la lucha, Sword Bearer intentó animar a sus hombres cabalgando frente a los soldados, pero fue alcanzado por fuego de rifle y cayó al suelo herido. 
Finalmente, algunos de los crow comenzaron a rendirse, pero Sword Bearer y los demás permanecieron en las montañas, solo para rendirse más tarde a la policía de los crow. Fue durante la marcha fuera del Big Horn cuando uno de los policías le disparó a Sword Bearer en la cabeza, matándolo instantáneamente y poniendo fin a la guerra. Un soldado murió y otros dos resultaron heridos durante lo que ahora se llama la batalla de Crow Agency. Siete guerreros crow murieron y nueve resultaron heridos. Otros nueve hombres también fueron hechos prisioneros y todos los que no habían participado en la batalla fueron llevados a Fort Snelling, Minnesota. La expedición regresó a Fort Custer el 13 de noviembre.

## Orden de batalla
Nativos americanos, jefes Oso Viejo, Dos Lunas y Little Wolf. Alrededor de 60 a 250 guerreros.
| Tribu | Líder        | Tamaño            |
| ----- | ------------ | ----------------- |
| Crow  | Sword Bearer | 120-150 guerreros |

Ejército de Estados Unidos
5 de noviembre de 1887, el general de brigada Thomas H. Ruger, al mando.
| General         | Regimiento                                 | Compañías y regimientos |
| --------------- | ------------------------------------------ | --- |
| Thomas H. Ruger | Primero de Caballería                      | - Compañía A, 1er Regimiento de Caballería - Compañía B, 1er Regimiento de Caballería - Compañía D, 1er Regimiento de Caballería - Compañía E, 1er Regimiento de Caballería - Compañía G, 1er Regimiento de Caballería - Compañía K, 1er Regimiento de Caballería |
| Thomas H. Ruger | Séptimo de Caballería Capitán Myles Moylan | - Compañía A, 7 ° Regimiento de Caballería |
| Thomas H. Ruger | Novena de Caballería                       | - Compañía H, 9 ° Regimiento de Caballería |
| Thomas H. Ruger | Tercera de infantería                      | - Compañía B, 3er Regimiento de Infantería - Compañía E, 3er Regimiento de Infantería |
| Thomas H. Ruger | Séptims de infantería                      | - Compañía C, 7. ° Regimiento de Infantería - Compañía D, 7. ° Regimiento de Infantería - Compañía G, 7 ° Regimiento de Infantería - Compañía I, 7. ° Regimiento de Infantería                                                                                    |